# Équipe cycliste Lensworld-Kuota
L'équipe cycliste Lensworld-Zannata est une équipe cycliste féminine belge, active entre 2013 et 2017. Elle est dirigée par Heidi Van de Vijver à partir de 2014. De 2013 à 2014, elle court sous licence néerlandaise.

## Histoire de l'équipe
À sa création, l'équipe devait être financée par Polaris, partenaire qui s'est finalement retiré et a été remplacé par Futurumshop.nl.
Fin 2013, l'équipe Futurumshop fusionne avec l'équipe Cyclelive Plus Zannata pour devenir l'équipe Futurumshop-Zannata.
Fin octobre 2017, l'équipe annonce que Lensworld arrête son partenariat à la suite de sa fusion avec LensOnline. La nouvelle étant inattendue, la formation se voit menacer de disparition si un nouveau partenaire n'est pas rapidement trouvé. Elle est finalement dissoute à l'issue de la saison 2017.

## Classements UCI
Ce tableau présente les places de l'équipe au classement de l'Union cycliste internationale en fin de saison, ainsi que la meilleure cycliste au classement individuel de chaque saison.
| Année | Classement par équipes | Meilleure coureuse au classement individuel |
| 2013  | 33e                    | Aurore Verhoeven (163e)                     |
| 2014  | 20e                    | Sofie De Vuyst (59e)                        |
| 2015  | 23e                    | Kim De Baat (80e)                           |
| 2016  | 18e                    | Maria Giulia Confalonieri (34e)             |
| 2017  | 16e                    | Maria Giulia Confalonieri (31e)             |

L'équipe a intégré la Coupe du monde dès sa création en 2013. Le tableau ci-dessous présente les classements de l'équipe sur ce circuit, ainsi que sa meilleure coureuse au classement individuel.
| Année | Classement par équipes | Meilleure coureuse au classement individuel |
| 2013  | 26e                    | Aurore Verhoeven (84e)                      |
| 2014  | 24e                    | Sofie De Vuyst (107e)                       |
| 2015  | 14e                    | Kim De Baat (30e)                           |

En 2016, l'UCI World Tour féminin vient remplacer la Coupe du monde.
| Année | Classement par équipes | Meilleure coureuse au classement individuel |
| 2016  | 10e                    | Maria Giulia Confalonieri (13e)             |
| 2017  | 13e                    | Maria Giulia Confalonieri (39e)             |

## Principales victoires

### Compétitions internationales
Cyclisme sur route
- Championnats d'Europe de cyclisme sur route : 1
  - Contre-la-montre espoirs : 2014 (Mieke Kröger )

Cyclisme sur piste
- Championnats d'Europe de cyclisme sur piste : 1
  - Poursuite individuelle : 2014 (Mieke Kröger )

### Championnats nationaux
Route
- Championnats de Belgique sur route : 1
  - Course en ligne : 2016 (Kaat Hannes)

Piste
- Championnats d'Allemagne sur piste : 1
  - Omnium : 2013 (Mieke Kröger )

## Encadrement de l'équipe

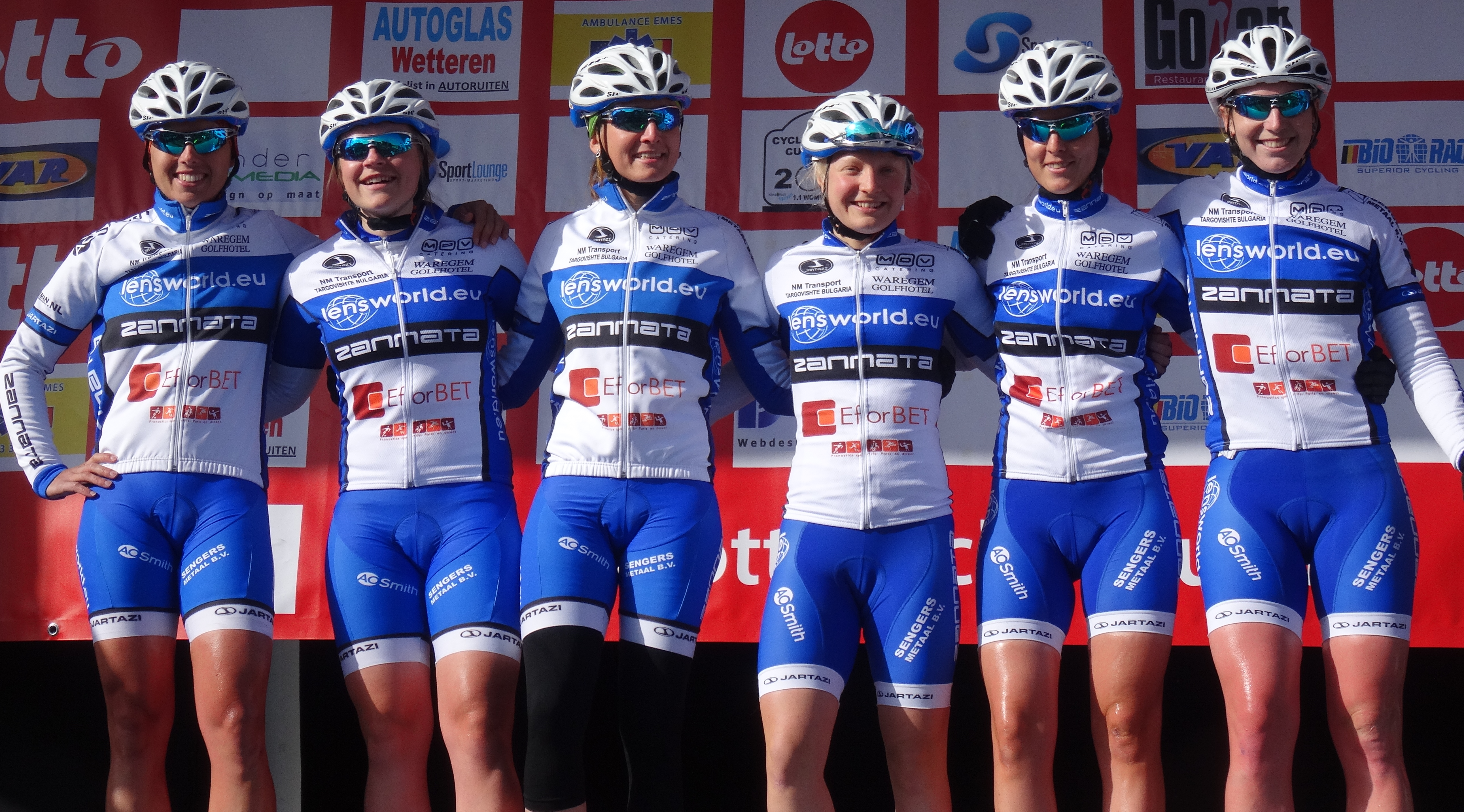
L'équipe en 2015.

En 2013 et 2014, la représentante de l'équipe auprès de l'UCI est Danielle Bekkering. Le siège de l'équipe est à Den Ham. En 2013, Thijs Rondhuis est directeur sportif. En 2014, la directrice sportive de l'équipe est Heidi Van de Vijver, Thijs Rondhuis devenant adjoint. À partir de 2015, Heidi Van de Vijver devient le représentante de l'équipe. Cette année-là, Rik Hofmans est directeur sportif. L'année suivante, Bob De Cnodder le replace. En 2017, Rik Hofmans est directeur sportif adjoint au côté d'Heidi Van de Vijver.

## Partenaires
Le partenaire principal de l'équipe en 2013 et 2014 est le site internet Futurumshop.nl qui vend de l'équipement cycliste. En 2013, l'équipe court sur des vélos Apex équipés de roues FFWD.
En 2014, Zannata, un fabricant de cycles, devient le second partenaire de l'équipe. Lensworld un fabricant de lentilles de contact devient également sponsor.

## Lensworld-Kuota en 2017

### Arrivées et départs
| Arrivées             | Équipe 2016             |
| -------------------- | ----------------------- |
| Annalisa Cucinotta   | Alé Cipollini           |
| Tatiana Guderzo      | Hitec Products          |
| Tetyana Riabchenko   | Inpa Bianchi            |
| Anouk Rijff          | Lotto Soudal            |
| Grace Verbeke        | Retour à la compétition |
| Nathalie Verschelden | Néo-professionnelle     |

| Départs             | Équipe 2017        |
| ------------------- | ------------------ |
| Annelies Dom        | Lotto Soudal       |
| Nina Kessler        | Hitec Products     |
| Oxana Kozonchuk     |                    |
| Hanna Nilsson       | BTC City Ljubljana |
| Flávia Oliveira     | Lares Waowdeals    |
| Kaat Van der Meulen | Lotto Soudal       |

### Effectif
| Effectif 2017             | Effectif 2017     | Effectif 2017 | Effectif 2017                           |
| Cycliste                  | Date de naissance | Pays          | Équipe précédente                       |
| ------------------------- | ----------------- | ------------- | --------------------------------------- |
| Alice Maria Arzuffi       | 19 novembre 1994  | Italie        | Inpa Sottoli Bianchi Giusfredi (2015)   |
| Maria Giulia Confalonieri | 30 mars 1993      | Italie        | Alé Cipollini (2015)                    |
| Annalisa Cucinotta        | 4 mars 1986       | Italie        | Alé Cipollini (2016)                    |
| Kim de Baat               | 29 mai 1991       | Belgique      | Parkhotel Valkenburg Continental (2014) |
| Tatiana Guderzo           | 22 août 1984      | Italie        | Hitec Products (2016)                   |
| Kaat Hannes               | 21 novembre 1991  | Belgique      | Topsport Vlaanderen-Pro-Duo (2015)      |
| Maaike Polspoel           | 28 mars 1989      | Belgique      | Liv-Plantur (2015)                      |
| Tetyana Riabchenko        | 28 août 1989      | Ukraine       | Inpa-Bianchi (2016)                     |
| Anouk Rijff               | 6 avril 1996      | Pays-Bas      | Lotto Soudal Ladies (2016)              |
| Winanda Spoor             | 27 janvier 1991   | Pays-Bas      | Jan van Arckel (2015)                   |
| Grace Verbeke             | 12 novembre 1984  | Belgique      | Cyclelive Plus-Zannata (2013)           |
| Nathalie Verschelden      | 26 juillet 1994   | Belgique      | Keukens Redant (2016)                   |
|                           |                   |               |                                         |
| Source : UCI              |                   |               |                                         |

### Classement mondial
| Rang | Coureuse                  | Points |
| ---- | ------------------------- | ------ |
| 31   | Maria Giulia Confalonieri | 390    |
| 68   | Tatiana Guderzo           | 150    |
| 111  | Tetiana Riabchenko        | 79     |
| 154  | Annalisa Cucinotta        | 45     |
| 164  | Kaat Hannes               | 41     |
| 188  | Alice Maria Arzuffi       | 30     |
| 332  | Kim De Baat               | 10     |
| 435  | Winanda Spoor             | 6      |
| 501  | Nathalie Verschelden      | 4      |

Lensworld.eu-Zannata est seizième au classement par équipes.